# 石川利光 (作家)

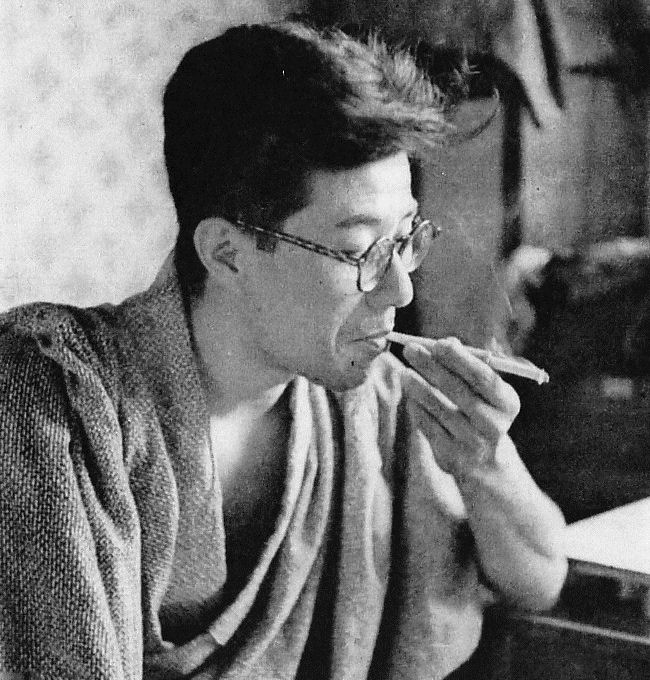
石川利光

石川 利光（いしかわ としみつ、1914年2月3日 - 2001年7月14日）は、日本の作家。宮中研三名義の官能小説も発表した。
弁護士を父に持ち、三男として大分県日田市に生まれる。日田中学（現在の大分県立日田高等学校）を卒業し、1932年早稲田高等学院を経て早稲田大学に入るが、1937年近藤忠義に誘われて法政大学国文科に転学し、1940年に卒業。1941年に同人誌を統合した『文藝主潮』の編集委員となる。1944年に日本文学報国会会員となり、日本航空機工業に勤務。1946年に九州書院を興す。丹羽文雄を中心とした会合に参加し、『文学者』の刊行を引き受ける。
1951年に執筆活動に入り、第25回芥川賞を『春の草』で受賞した。その後は作家活動に入るが、中間小説が多く、1967年妻を喪うと官能小説をもっぱら執筆した（『芥川賞全集』第4巻年譜）。
大分県立日田高等学校の校歌の作詞も担当した。2006年7月には遺品である自筆原稿などが娘により日田市に寄贈され、日田市役所にて一般公開された。

## 著書
- 『春の草』文芸春秋新社 1951
- 『火蛾』小説朝日社 1953
- 『女だけの旅』山田書店 1954  改題「女の緑地」小壷天書房 1957
- 『半未亡人』鱒書房(コバルト新書)1955
- 『忘れ扇』小壷天書房 1957
- 『爪あと』小壷天書房 1958
- 『女性の美と悪徳　魅力に関する新しい章』東京書房 1958
- 『12の結婚』小壷天書房 1959
- 『女触』七曜社(不作法随筆シリーズ 1962
- 『プレイガール』スポーツニッポン新聞社 1968
- 『花芯のときめき』日本文華社(文華新書)1975
- 『花芯のもだえ』日本文華社(文華新書・小説選集) 1978
- 『失神あそび』日本文華社(文華新書) 1978
- 『体験くらべ』日本文華社(文華新書・小説選集) 1979
- 『花芯のうずき』日本文華社(文華新書・小説選集) 1979
- 『濡れざかり』日本文華社(文華新書) 1980
- 『体験ざかり』日本文華社(文華新書・小説選集) 1981